# Ar-Rajramun
Ar-Rajramun – miejscowość w Egipcie, w muhafazie Al-Minja. W 2006 roku liczyła 19 121 mieszkańców.